# Transienta månfenomen

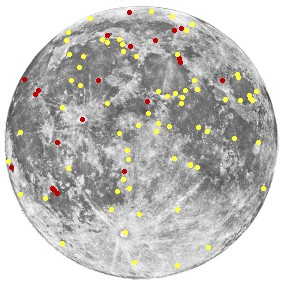
Den här kartan, av Barbara Middlehurst och Patrick Moore, baseras på en undersökning av 300 transienta månfenomen. Den visar den ungefärliga fördelningen av observerade händelser. Rödfärgade fall är markerade med rött; återstoden av gult.

Ett transienta månfenomen är ett kortlivat ljus, färg eller förändring av utseendet av månens yta. Begreppet myntades av den engelske amatörastronomen Patrick Moore i hans delrapport i NASA Technical Report R-277 Chronological Catalog of Reported Lunar Events, som publicerades 1968.
Anspråk på att ha iakttagit kortlivade fenomen går tillbaka åtminstone ettusen år i tiden. Vissa av fenomenen har observerats av ett flertal oberoende vittnen eller av välansedda forskare. Trots detta anses de flesta av de transienta månfenomenen vara oreproducerbara och sakna tillräcklig kontroll för att det skall gå att skilja mellan olika hypoteser. Få rapporter som rör dessa fenomen har publicerats i ansedda vetenskapliga Peer review-journaler, och rättmätigt eller inte så diskuteras dessa observationer sällan bland månforskare.

## Aristarchus-kratern
Ett större antal av de transienta månfenomenen har rapporterats kring Aristarchusplatån. Förteckningar av fenomenen visar att mer än en tredjedel av de mest pålitliga observationerna har skett i området runt Aristarchus. År 2007 hade totalt 122 stycken transienta månfenomen rapporterats in; vilket är det högsta registrerade antalet för alla månens formationer. 1971 när Apollo 15 passerade 110 kilometer ovanför Aristarchusplatån upptäcktes en signifikant ökning av alfastrålning. Dessa partiklar tros bero på sönderfallet av radon-222, en radioaktiv gas med en halveringstid på bara 3,8 dagar. Lunar Prospector-missionen bekräftade senare utsläppen av radon-222 från kratern.

## Förklaringar
De hypoteser som erbjudits för att förklara fenomenen faller åtminstone inom fyra olika kategorier:

### Gasflöden
Gasutflöden från underjordiska håligheter.

### Meteoritnedslag
Meteoritnedslag har rapporterats kunna ge ljusfenomen av liknande slag.

### Elektrostatik
Det har också föreslagits att det skulle vara frågan om elektrostatiska urladdningar.

### Dåliga observationsförhållanden
Under denna kategori sorterar förutom dålig seeing även direkta observationsmisstag.